# Saint-Boès
Saint-Boès ist eine französische Gemeinde mit 370 Einwohnern (Stand 1. Januar 2022) im Département Pyrénées-Atlantiques in der Region Nouvelle-Aquitaine (vor 2016: Aquitanien). Die Gemeinde gehört zum Arrondissement Pau und zum Kanton Orthez et Terres des Gaves et du Sel (bis 2015: Kanton Orthez).
Die Bewohner werden Saint-Boésiens oder Saint-Boésiennes genannt.

## Geographie
Saint-Boès liegt ca. 55 km nordwestlich von Pau in der historischen Provinz Béarn am nördlichen Rand des Départements.
Umgeben wird der Ort von den Nachbargemeinden:
| Saint-Girons-en-Béarn |                                             | Bonnut |
| Baigts-de-Béarn       | Kompassrose, die auf Nachbargemeinden zeigt | Orthez |
|                       | Orthez                                      |        |

Saint-Boès liegt im Einzugsgebiet des Flusses Adour.
Zuflüsse des Gave de Pau durchqueren das Gebiet der Gemeinde:
- der Ruisseau de Montlong und
- der Ruisseau de Lataillade mit seinem Nebenfluss,
  - dem Ruisseau Peyre.

Ebenso bewässert der Ruisseau de l’Arrigan, ein Nebenfluss des Luy, die Gemeinde.

## Geschichte
Auf dem Gemeindegebiet sind Befestigungsanlagen gefunden worden, die eine frühe Besiedelung des Landstrichs bezeugen. Die erste stammt aus der Frühgeschichte und ihre Errichtung fand vor mehr als 2500 Jahren statt. Sie besitzt eine ovale Form und misst 175 m × 130 m. Ihr Wall und seine Gräben sind noch heute zu erkennen. Ein Lager aus der gallorömischen Zeit wurde entdeckt, als Reste einer Kanalisation bei einer Quelle gefunden wurden, deren Wasser zahlreiche Heilkräfte zugesprochen werden. Dieses am besten erhaltene römische Lager der Region war kreisförmig und maß 120 m im Durchmesser auf einer Fläche von 2,5 Hektar.
Saint-Boès entwickelte sich im Mittelalter um eine Kirche und einem zugehörigen Laienkloster. In der Mitte des 13. Jahrhunderts wird außerdem eine Burg erwähnt, die sich vermutlich auf dem Areal einer Motte befand, die erhöht über das Tal des Gave de Pau im südlichen Teil des heutigen Gemeindegebiets lag. Ihr Eigentümer war der Vicomte von Béarn, denn Saint-Boès gehörte zur Bailliage von Ribère-Gave, deren Hauptort Baigts-de-Béarn war. In der Volkszählung des Béarn im Jahre 1385 wurden in Saint-Boès 44 Haushalte gezählt.
Im Rahmen der napoleonischen Kriege spielte die Gemeinde am 27. Februar 1814 eine entscheidende Rolle in der Schlacht bei Orthez zwischen der alliierten Armee unter dem Oberbefehl von Arthur Wellesleys, dem späteren Duke of Wellington und den französischen Truppen unter dem Kommando von Maréchal Nicolas Jean-de-Dieu Soult. Die Einnahme von Saint-Boès durch die Verbände Wellingtons erfolgte nach einem zähen Kampf und leitete den Sieg ein. Auf jeder Seite wurden 2.500 Gefallene gezählt. Eine Gedenktafel der Société nationale du souvenir français erinnert an den französischen Brigadegeneral Jean-Pierre Béchaud und seinen Soldaten, die bei der Verteidigung von Saint-Boès umkamen.
Toponyme und Erwähnungen von Saint-Boès waren:
- Semboys (1290, Urkunden der Vicomté von Béarn),
- Somboes (13. Jahrhundert, fors de Béarn, Manuskript aus dem 14. Jahrhundert, S. 97),
- Somboeys (1356, Kopialbuch von Orthez, Blatt 17),
- Sent-Boes (14. Jahrhundert, Volkszählung des Béarn),
- Semboees (1442, Verträge von Carresse, Notar der Vicomté, Blatt 168),
- Senboes, Sent-Boees, Sanct-Boes und Saint-Bouès (1536, 1536, 1546 bzw. 1686, réformation de Béarn, Manuskriptsammlung des 16. bis 18. Jahrhunderts),
- Saint Boés (1750, Karte von Cassini),
- Saint-Bois (1768, Vorschriften der Ständeversammlung des Béarn),
- Saint Bois (1793, Notice Communale),
- Saint-Bonés (1801, Bulletin des Lois) und
- Saint-Boès (1863, Dictionnaire topographique du département des Basses-Pyrénées).[6][8][9]

### Einwohnerentwicklung
Nach Höchstständen der Einwohnerzahl von rund 610 in der ersten Hälfte des 19. Jahrhunderts reduzierte sich die Zahl in der Folgezeit bei kurzzeitigen Phasen der Erholung bis zu den 1930er Jahren auf ein Niveau von rund 300 Einwohnern. In den 1980er Jahren begann eine Erholung, die in jüngster Zeit wieder stagnierte.
| Jahr      | 1962 | 1968 | 1975 | 1982 | 1990 | 1999 | 2006 | 2009 | 2022 |
| --------- | ---- | ---- | ---- | ---- | ---- | ---- | ---- | ---- | ---- |
| Einwohner | 302  | 303  | 310  | 345  | 343  | 366  | 369  | 374  | 370  |

## Sehenswürdigkeiten
- Pfarrkirche, gewidmet der Geburt Jesu von Nazaret. Sie wurde im 19. Jahrhundert unter Mitwirkung von örtlichen Handwerkern errichtet. Ein Bogen, der mit weißen Steinen umrandet ist, erlaubt den Zugang zum Eingangsvorbau auf der Südseite des Gebäudes. Diese Verzierung ist in der Region von Orthez weit verbreitet und findet sich auch an den Fassaden der Bauernhäuser. Eine Seite des Langbaus wird durch eine halbrunde Apsis abgeschlossen, die andere Seite durch den Glockenturm.[12] Er ist mit einer geschwungenen Haube mit Dachreiter ausgestattet, die an ihrer Spitze mit einem Kreuz abschließt. Das Dach ist mit Schiefer in einer Weise verkleidet, dass es im gekrümmten Teil wie Fischschuppen aussieht.[13]

## Wirtschaft und Infrastruktur
Die Landwirtschaft ist der wichtigste Wirtschaftsfaktor der Gemeinde.

### Bildung
Die Gemeinde verfügt über eine öffentliche Grundschule mit 19 Schülerinnen und Schülern im Schuljahr 2017/2018.

### Sport und Freizeit
- Ein Rundweg mit einer Länge von 6,4 km Länge und einem Höhenunterschied von 207 m führt vom Zentrum der Gemeinde durch die umliegenden Hügeln an dem Standort des frühgeschichtlichen Dorfes vorbei, von dessen Anhöhe 1814 die Kanonen der alliierten Truppen die französischen Stellungen beschossen.[16]

- Ein sehr leichter Rundweg mit einer Länge von 3,7 km und einem Höhenunterschied von 127 m führt vom Ortsteil Mounicq im äußersten Süden der Gemeinde über Höhenwege durch Wälder.[17]

### Verkehr
Saint-Boès ist erreichbar über die Routes départementales 315 und 947 (ehemalige Route nationale 647).